# ギルバート・ヴィンター
ギルバート・ヴィンター（Gilbert Vinter 1909年5月4日 - 1969年10月10日）は、イギリスの指揮者、作曲家。ブラスバンドのための楽曲で名高い。

## 生涯
リンカンシャーのリンカンに生まれた。幼少期からリンカン大聖堂の少年聖歌隊に所属し、最終的には聖歌隊長となった。その後、ファゴット奏者になる。1930年にBBC軍楽バンドに入団し、そこで駆け出しの指揮者として多くの経験を積んだ。作曲を行うようになったのもこの頃であった。第二次世界大戦中はイギリス空軍中央バンドで演奏し、後に他の複数のイギリス空軍バンドを率いるようになった。1952年から1953年にかけてはBBCコンサート・オーケストラの初代首席指揮者を務めている。
1960年に『デイリー・ヘラルド』紙やブラスバンド・コンテストのスポンサーたちが、ヴィンターに自身初となるブラスバンドのための大作を手掛けて欲しいと委嘱を行い、これが『Salute to Youth』の作曲に繋がった。
1969年にマンチェスターのベル・ビューで開催された英国オープン選手権では彼の『Spectrum』が課題曲となり、作曲者自身も審査員として参加した。しかし、コンテストの途中で健康状態の悪化により審査員席を退くことを余儀なくされた。当日のコンテストではヴィンターの代理としてトム・F・アトキンソンが審査員を務めた。
ヴィンターはティンタジェルで没した。60歳だった。

## 主要作品
| - Challenging Brass （1966年） - Variations on a Ninth （1964年） - The Trumpets （1964年） - Triumphant Rhapsody （1965年） - Centenary March （1968年） - Dover Coach （1964年） - Portuguese Party （1965年） - Symphony of Marches （1963年） | - John O'Gaunt （1967年） - James Cook - Circumnavigator （1968年） - Spectrum （1969年） - Salute to Youth （1961年） - Entertainments （1968年 ブラスバンドのための） - Lisbon Carnival （1965年） - Simon Called Peter （1963年） - Vizcaya （1967年） |

金管四重奏
- Elegy and Rondo （履物メーカーGUSの依頼により、1966年の全国金管四重奏選手権での演奏のために作曲）
- Fancy's Knell （1967年の選手権のため）
- Alla Burlesca （1968年の選手権のため）